# کهک (گرمسار)
کهک (گرمسار)، روستایی از توابع بخش مرکزی شهرستان گرمسار در استان سمنان ایران است.
این روستا جنوبی ترین نقطه استان سمنان از لحاظ مختصات جغرافیایی و مسکونی بودن است.

## جمعیت
این روستا در دهستان حومه قرار دارد و براساس سرشماری مرکز آمار ایران در سال ۱۳۸۵، جمعیت آن ۲۶ نفر (۷خانوار) بوده‌است.